# Epidendrum erosum
Epidendrum erosum är en orkidéart som beskrevs av Oakes Ames och Charles Schweinfurth. Epidendrum erosum ingår i släktet Epidendrum och familjen orkidéer.
Artens utbredningsområde är Colombia. Inga underarter finns listade i Catalogue of Life.